# Sexy Death God
Sexy Death God è un album del gruppo goth rock Christian Death, pubblicato dalle etichetta discografica Nostradamus Records nel 1994.
È il settimo della formazione europea del gruppo capeggiata da Valor Kand, che si distingue da quella statunitense capeggiata da Rozz Williams.
È stato ristampato nel 1999 e nel 2002.

## Tracce
(Testi e musiche di Valor Kand, eccetto tracce 7 e 12 di Kand e Maitri)
1. At the Threshold - 2:25
2. Kingdom of the Tainted Kiss - 2:12
3. Heresy Act 2 - 6:19
4. Damn You - 5:31
5. Into Dust - 1:42
6. Eternal Love - 5:55
7. The Serpent's Tail - 5:01
8. Kingdom of the Solemn Kiss - 3:25
9. Temples of Desire - 5:08
10. Deeply Deeply - 3:34
11. Drilling the Hole - 3:40
12. Upon the Sea of Blood - 4:06
13. Eyelids Down - 1:07
14. Invitation au Suicide - 5:32

## Formazione
- Valor Kand: voce, violino, violoncello
- Maitri: voce, basso